# Audience (album)
Audience è il primo album degli Audience, pubblicato dalla Polydor Records nel 1969.

## Tracce
Brani composti da Howard Alexander Werth e Trevor Williams, tranne dove indicato
Lato A
1. Banquet – 3:45
2. Poet – 3:02
3. Waverly Stage Coach – 2:58 (Trevor Williams)
4. River Boat Queen – 2:57
5. Harlequin – 2:35
6. Heaven Was an Island – 4:17

Lato B
1. Too Late I'm Gone – 2:36
2. Maidens Cry – 4:45 (Howard Alexander Werth, John Richardson, Keith Gemmell, Trevor Williams)
3. Pleasant Convalescence – 2:29 (Howard Alexander Werth, Keith Gemmell)
4. Leave It Unsaid – 4:09
5. Man on Box – 3:04 (Howard Alexander Werth, Keith Gemmell)
6. House on the Hill – 4:05

Edizione CD del 2005, pubblicato dalla Repertoire Records REP 5026
1. Banquet – 3:46 (H. Werth, T. Williams)
2. Poet – 3:05 (H. Werth, T. Williams)
3. Waverly Stage Coach – 2:59 (T. Williams)
4. River Boat Queen – 2:58 (H. Werth, T. Williams)
5. Harlequin – 2:35 (H. Werth, T. Williams)
6. Heaven Was an Island – 4:18 (H. Werth, T. Williams)
7. Too Late I'm Gone – 2:37 (H. Werth, T. Williams)
8. Maidens Cry – 4:48 (H. Werth, J. Richardson, K. Gemmell, T. Williams)
9. Pleasant Convalescence – 2:30 (H. Werth, K. Gemmell)
10. Leave It Unsaid – 4:10 (H. Werth, T. Williams)
11. Man on Box – 3:06 (H. Werth, K. Gemmell)
12. House on the Hill – 4:13 (H. Werth, T. Williams)
13. Paper Round – 3:42 (H. Werth) – Bonus Track
14. The Going Song – 1:44 (H. Werth, T. Williams) – Bonus Track
15. Troubles – 1:30 (H. Werth) – Bonus Track

## Formazione
- Howard Alexander Werth - chitarra acustica, voce
- Keith Gemmell - flauto, sassofono tenore, clarinetto
- Trevor Williams - basso, tastiere, voce
- Tony Connor - batteria
- Andrew Price-Jackman - arrangiamenti (brani: A3, B1 e B3)